# Estación de Maliaño-La Vidriera
Maliaño-La Vidriera o simplemente Maliaño es una estación ferroviaria situada en la localidad de Maliaño del municipio español de Camargo (Cantabria). Forma parte de la red de vía estrecha operada por Renfe Operadora a través de su división comercial Renfe Cercanías AM. Está integrada dentro del núcleo de Cercanías Cantabria al pertenecer a la línea C-3 (antigua F-2 de FEVE), que une Santander con Liérganes. Cuenta también con servicios regionales (línea R-3f de Santander a Bilbao).
Maliaño también cuenta con otra estación, que concentra los servicios de Cercanías y Media Distancia de la red de ancho ibérico, operados por Renfe.

## Situación ferroviaria
La estación forma parte de las siguientes líneas férreas:
- Pk. 537,886 de la línea de ferrocarril de vía estrecha que une Ferrol con Bilbao, en su sección de Santander a Orejo.[1]
- Pk. 111,350 de la línea de ferrocarril de vía estrecha de Bilbao a Santander.[1]
- Pk. 007,137 de la línea de ferrocarril de vía estrecha de Santander a  Solares y Liérganes.[1]

La estación se encuentra a 6 metros de altitud. El tramo es de vía doble y está electrificado a 1500 voltios CC.
Además, es cabecera de la línea 774 que es la conexión ferroviaria en ancho métrico con el muelle de Raos del puerto de Santander.

## Historia
La estación fue abierta al tráfico en el año 1888 con la puesta en funcionamiento del ferrocarril Santander-Solares gestionado por la Compañía del Ferrocarril de Santander a Solares, que más tarde enlazaría con el ferrocarril Zalla-Solares. Inicialmente, el ferrocarril disponía de vía ancha.
Tras la creación de la empresa pública FEVE en 1972, el ferrocarril Santander-Bilbao y sus estaciones pasaron a depender de ella. La gestión se mantuvo en manos de FEVE hasta el año 2013, momento en el cual la explotación fue atribuida a Renfe Operadora y las instalaciones a Adif.

## La estación
Las instalaciones constan de un edificio de viajeros, de dos alturas más buhardilla, donde se disponen los equipamientos del control de accesos y venta de billetes. Desde este, se accede al primero de los andenes que da acceso a la vía 2 (dirección Santander). Para acceder a la vía 1 (dirección Liérganes / Bilbao) y vía 3 (vía de apartado) existe un paso a nivel al norte de las instalaciones que conecta con el segundo andén de la estación. Ambos andenes cuentan con paneles de información, bancos y una marquesina para resguardo de los viajeros.

## Servicios ferroviarios

### Regionales
Los trenes regionales que realizan el recorrido Santander - Bilbao (línea R-3f) tienen parada en esta estación. La frecuencia es de trenes diarios por sentido, existiendo un servicio adicional de lunes a viernes (línea R3a) entre Marrón y Santander en ambos sentidos. Los servicios ferroviarios en la relación Bilbao-Santander, para los trayectos regionales, se prestan exclusivamente con composiciones diésel de la serie 2700
| Línea | Origen/Destino | Paradas intermedias | Destino/Origen   |
| --- | -------------- | --- | ---------------- |
| | Santander      | Valdecilla-La Marga · Nueva Montaña · Valle Real · Maliaño-La Vidriera · Astillero · La Cantábrica* · San Salvador* · Heras · Orejo · Puente Agüero · Villaverde de Pontones · Hoz de Anero · Beranga · Gama · Cicero · Treto · Limpias · Marrón · Udalla · Gibaja · Carranza · Villaverde Trucios · Arcentales ·Traslaviña · Mimetiz · Aranguren · Sodupe · Zaramillo · Iráuregui · Zorroza-Zorrozgoiti · Basurto Hospital · Amézola | Bilbao Concordia |
| * En los apeaderos de La Cantábrica y San Salvador sólo efectúan parada los servicios de la línea R3a Santander - Marrón. |                | |                  |

### Cercanías
Forma parte de la línea C-3 (Santander - Liérganes) de Cercanías Cantabria. Ésta tiene, para el trayecto Santander-La Cantábrica, un intervalo de paso de trenes aproximado de unos 20 minutos durante los días laborables de lunes a sábados, disminuyendo este intervalo a 60 minutos durante los domingos y festivos. Para los trenes que circulan hasta la estación de Solares, el intervalo se reduce a 30-60 minutos según la hora en días laborables de lunes a viernes, siendo de 60 minutos sábados, domingos y festivos. Para los trenes que llegan hasta la estación de Liérganes, el intervalo de paso es de 60 minutos de lunes a domingo, incluyendo festivos.